# 徳山朝鮮初中級学校
徳山朝鮮初中級学校（とくやまちょうせんしょちゅうきゅうがっこう、도꾸야마조선초중급학교）は、山口県周南市にあった朝鮮学校である。学校法人山口朝鮮学園が運営していた。
日本の幼稚園・小中学校に相当する教育を行う各種学校（非一条校）だった。

## 沿革
- 1946年
  - 徳山朝鮮人初等学園として開設
  - 朝鮮学校閉鎖令により閉鎖
- 1956年 - 徳山朝鮮初級学校として新開設
- 1957年 - 中級部を設置し現校名となる
- 1972年 - 幼稚班を設置
- 2006年7月 - 創立50周年記念式典･同窓会（於・ピピ510）
- 2009年 - 児童生徒減少のため休校。3月20日、休校式が開かれた。同年9月30日に廃校。
  - 最後の児童生徒7人は広島朝鮮初中高級学校に転校したり、日本の学校に編入学した。
  - 校舎は廃校後に解体され、跡地はRCC（整理回収機構）による接収後、売却されて住宅団地に造成され、新しい家屋が立っている。学校の片鱗を示すものは何も残っていない。

## 学科
- 中級部
- 初級部
- 幼稚班（休止）

## 通学範囲
- 周南市を中心に西は防府市、東は下松市、光市、柳井市、岩国市に及んでいた。

## 校外活動
- 学校近くのJR西日本櫛ケ浜駅の清掃活動を定期的に行い、JR西日本から何度も表彰されていた。

## 出身者
- 朝銀山口信用組合（現・朝銀西信用組合）など朝鮮総連系の事業所に就職した者が多い[要出典]。

## 所在地
- 〒745-0816 山口県周南市遠石（といし）3丁目8-13